# Кудрявцев, Евгений Петрович
Евгений Петрович Кудрявцев (1923—2015) — советский и российский учёный, доктор технических наук, профессор.

## Биография
Родился 12 мая 1923 года в городе Гомель Белорусской ССР. Его отец — Пётр Иванович, был инженером путей сообщения; мать — Лидия Аркадьевна, техником железнодорожного транспорта.
В мае 1941 года окончил девятый класс средней школы. С начала Великой Отечественной войне и по декабрь 1941 года работал на строительстве аэродромов в Ленинградской области, продолжив учебу в десятом классе. В январе 1942 года был призван на службу в РККА и направлен на учебу в пехотное училище. В августе 1943 года в звании сержанта Евгений Кудрявцев был направлен на фронт. Освобождал Украину, Чехословакию, Румынию и Венгрию. Затем продолжил военную службу и принял участие в войне с Японией.
В августе 1947 года в звании старшего сержанта демобилизовался из армии и в этом же месяце поступил в Московский энергетический институт, окончив с отличием гидроэнергетический факультет в 1953 году. В период учёбы в МЭИ занимался общественной деятельностью — был членом и председателем студенческого профсоюзного бюро факультета, освобожденным заместителем председателя студенческого профкома МЭИ. В 1952 году вступил в КПСС. После окончания вуза поступил в аспирантуру, которую окончил в 1956 году, защитив кандидатскую диссертацию в 1957 году. Будучи аспирантом являлся парторгом кафедры и заместителем секретаря партийного бюро гидроэнергетического факультета. В 1957 году выезжал на целинные земли Алтайского края в качестве командира студенческого стройотряда, за что был награждён медалью «За освоение целинных земель».
С 1956 года Кудрявцев работал ассистентом кафедры «Оснований, фундаментов и конструкций». В 1959 году, в связи с реорганизацией гидроэнергетического факультета, перешел работать на вновь созданную кафедру «Сопротивления материалов» (ныне кафедра «Динамики и прочности машин»). С 1961 года — доцент, принимал участие в организации учебного процесса на новой для МЭИ кафедре. Работал на ней по 1968 год заместителем заведующего кафедрой. В 1968 году Евгений Петрович перешел работать на кафедру «Основ конструирования машин». Одновременно занимался общественной деятельностью: в 1959—1962 годах работал председателем местного комитета профсоюза сотрудников МЭИ, был заместителем секретаря партийного комитета МЭИ по народному контролю, являлся членом партбюро Энергомашиностроительного факультета, заместителем председателя совета научно-технического общества энергетики и электротехнической промышленности МЭИ.
Сочетая преподавательскую, общественную и научную деятельности в 1986 году защитил докторскую диссертацию, с 1987 года — профессор кафедры «Основ конструирования машин» МЭИ. Им были выполнены исследования электродинамической стойкости шинных линий электроустановок и прочности элементов конструкций энергетического оборудования, исследования по газолазерной резке листовых материалов и другие работы.
Умер 18 июля 2015 года в Москве.

## Заслуги
- За большой трудовой вклад и плодотворную многолетнюю деятельность был удостоен в 2009 году премии МЭИ «Почет и признание».[4]
- Награждён орденами Отечественной войны 2-й степени и «Знак Почета», а также медалями, в числе которых «За победу над Германией», «За победу над Японией», «За трудовое отличие».